# Flughafen Antananarivo

i8
i11
i13
Der Flughafen Antananarivo (französisch L’aéroport d’Antananarivo-Ivato, IATA-Code: TNR, ICAO-Code: FMMI) ist ein internationaler Flughafen nördlich der Hauptstadt Antananarivo im ostafrikanischen Inselstaat Madagaskar.

## Flughafeninfrastruktur
Der Flughafen verfügt über eine asphaltierte Start- und Landebahn (11/29) mit einer Länge von 3100 Metern auf einer Höhe von 1280 Metern über dem Meer. Die nationale Fluggesellschaft Madagascar Airlines hat hier ihr Luftfahrt-Drehkreuz.

## Fluggesellschaften und Ziele

### Nationale Verbindungen
Madagascar Airlines verbindet Antananarivo mit diversen Regionalflughäfen; von Bedeutung sind die touristischen Inselziele Nosy Be und Sainte Marie sowie die wichtigste Hafenstadt des Landes, Toamasina (frz. Tamatave).

### Internationale Verbindungen
Die Zahl internationaler Flüge hat sich im Laufe des Jahres 2023 aufgrund der finanziellen Schieflage der nationalen Fluggesellschaft verringert, da diese nur noch nationale Ziele anfliegt. Die für internationale Verbindungen zuvor genutzten A340-300 sind am Flughafen Ivato abgestellt (Stand 12/2023).
Antananarivo wird aus deutschsprachigen Ländern nicht direkt bedient, mindestens ein Umstieg ist nötig, z. B. in Addis Abeba, Mauritius oder Paris.

## Zwischenfälle
- Am 28. Juni 1947 wurde eine Douglas DC-3/C-47B der britischen Royal Air Force (RAF) (Luftfahrzeugkennzeichen KJ979) bei der Landung auf dem Flughafen Antananarivo vor der Landebahn aufgesetzt und rollte über eine abgesackte Straße. Dabei brach das Fahrwerk zusammen. Das Flugzeug wurde irreparabel beschädigt. Alle Insassen überlebten den Unfall.[5]

- Am 19. Juli 1967 gelang es den Piloten einer Douglas DC-4-1009 der Madagascar Airlines (5R-MAD) nach dem Abheben vom Flughafen Antananarivo nicht, ausreichend Höhe zu gewinnen. Das Flugzeug berührte 720 Meter hinter dem Startbahnende den Boden, stieg wieder leicht und schlug weitere 500 Meter dahinter auf. Von den 77 Insassen kamen 42 ums Leben, drei Besatzungsmitglieder und 39 Passagiere.[6]

- Am 24. Mai 1986 wurde eine Douglas DC-3/C-47A-5-DK der Luftstreitkräfte Madagaskars (5R-MMC) in der Nähe von Ampanoizankova  (Madagaskar) bei schlechtem Wetter in eine Bergflanke geflogen. Die Maschine war auf dem Weg vom Flughafen Antananarivo zum 110 Kilometer entfernten Antsirabe. Durch diesen CFIT (Controlled flight into terrain) wurden alle 13 Insassen getötet.[7]

- Am 18. Juli 1995 stürzte eine Douglas DC-3/C-47A-80-DL der Luftstreitkräfte Madagaskars (5R-MMG) im Endanflug auf den Flughafen Antananarivo kurz vor der Landebahn 11 ab. Alle 36 Insassen, sechs Besatzungsmitglieder und 30 Passagiere, kamen ums Leben.[8]